# Coupe d'Arménie de football 2011
Navigation
Coupe d'Arménie 2010 Coupe d'Arménie 2011-2012
La Coupe d'Arménie 2011 est la 20e édition de la Coupe d'Arménie depuis l'indépendance du pays. Elle prend place entre le 10 mars et le 11 mai 2011.
Un total de huit équipes participe à la compétition, correspondant à l'ensemble des clubs de la première division 2011.
La compétition est remportée par le Mika Erevan qui s'impose contre le Shirak FC à l'issue de la finale pour gagner sa sixième coupe nationale. Cette victoire permet au Mika de se qualifier pour la Ligue Europa 2011-2012 ainsi que pour l'édition 2012 de la Supercoupe d'Arménie.

## Quarts de finale
Les matchs aller sont disputés les 10 et 11 mars 2011, et les matchs retour quelques jours plus tard les 14 et 15 mars suivants.
| Équipe 1            | Score | Équipe 2             | Aller | Retour |
| ------------------- | ----- | -------------------- | ----- | ------ |
| Shirak FC (D1)      | 5 - 4 | (D1) Pyunik Erevan   | 1 - 1 | 1 - 0  |
| Banants Erevan (D1) | 3 - 1 | (D1) Gandzasar Kapan | 3 - 0 | 0 - 1  |
| Ulisses FC (D1)     | 2 - 0 | (D1) Ararat Erevan   | 1 - 0 | 1 - 0  |
| Mika Erevan (D1)    | 5 - 2 | (D1) Impuls Dilidjan | 3 - 0 | 2 - 2  |

## Demi-finales
Les matchs aller sont disputés le 30 mars et le 6 avril 2011, et les matchs retour les 20 et 27 avril suivants.
| Équipe 1         | Score | Équipe 2            | Aller | Retour |
| ---------------- | ----- | ------------------- | ----- | ------ |
| Shirak FC (D1)   | 2 - 1 | (D1) Ulisses FC     | 0 - 1 | 2 - 0  |
| Mika Erevan (D1) | 4 - 3 | (D1) Banants Erevan | 3 - 3 | 1 - 0  |

## Finale
La finale de cette édition oppose le Shirak FC au Mika Erevan. Le Shirak dispute à cette occasion sa quatrième finale depuis 1993, la première depuis 1999, ne l'ayant jamais emporté jusqu'ici. Le Mika joue quant à lui sa sixième finale de coupe, l'ayant pour sa part emporté systématiquement, le plus récemment en 2006.
Disputée le 11 mai 2011 au stade Républicain Vazgen-Sargsian d'Erevan, la rencontre s'active rapidement avec un but d'Alex en faveur du Mika au quart d'heure de jeu suivi d'un autre but de Narek Beglaryan (en) vingt minutes plus tard.
Le Shirak réduit ensuite l'écart peu avant la mi-temps par l'intermédiaire d'Andranik Barikyan (ru) pour porter le score à 2-1 à la pause. Malgré cela, le Mika conserve l'avantage durant la deuxième période, accroissant son avance grâce à un nouveau but de Beglaryan à la 68e minute avant que Dong Fangzhuo ne parachève la victoire des siens en fin de rencontre. Vainqueur sur le score final de 4 à 1, le Mika décroche ainsi sa sixième coupe nationale.
| Entraîneur :        |
| Felix Khojoyan (en) |

| Entraîneur :      |
| Armen Shahgeldian |

| Entraîneur :        |
| Felix Khojoyan (en) |

| Entraîneur :      |
| Armen Shahgeldian |